# Stephen Samuel Wise
Stephen Samuel Wise (numele la naștere Weisz,17 martie 1874 Budapesta- 19 aprilie 1949 New York) a fost un rabin reformat, jurist și conducător sionist american, originar din Ungaria, unul din liderii evreimii americane din prima jumătate a secolului al XX-lea.
A fost în anii 1922-1946 președintele Congresului Evreiesc American, în anii 1936-1938 a fost și președintele Organizației Sioniștilor din America, iar în 1943-1945 președintele Comisiei pentru Situații de urgență, care a devenit Consiliul Evreiesc American pentru Situațiile de Urgență.
În copilărie, familia sa a emigrat din Ungaria în Statele Unite. Wise a studiat la Colegiul Columbia si ulterior,în anul 1901 și-a dat doctoratul la Universitatea Columbia. În paralel a urmat studii rabinice și a obținut autorizația de rabin.   
În anul 1893 a fost numit adjunct al rabinului Henry S.Jacobs la Congregatia B'nai Jeshurun din New York, iar mai târziu în acelaș an, a devenit rabin al acestei congregații. În anul 1900 a devenit rabin al Congregației Beth Israel din Portland, Oregon. În predicile sale obișnuia să critice relele sociale și politice ale Americii contemporane.
În 1907 Wise a părăsit păstorirea congregației reformate, fiind indignat de limitele ce i s-au pus în libertatea de exprimare, și a înființat propria sa comunitate, Stephen Wise Free Synagogue. 
Wise a devenit în tinerețe unul din primii partizani ai sionismului politic, poziția aceasta fiind în contradicție cu linia antisionistă a majorității rabinilor reformați din vremea sa, care izvora, între altele, din spiritul platformei iudaismului reformat adoptate la Pittsburgh în 1885. 
În 1897 Wise s-a numărat printre fondatorii Federației sioniste din New York, iar în 1898 a asistat la cel de-al II-lea Congres Sionist de la Basel. La congres a fost delegat și secretar însărcinat cu secțiunea de limba engleză. În urma congresului a luat ființă Federația Sioniștilor Americani, devenită apoi Organizația Sioniștilor din America (ZOA), iar Wise a fost curând secretar de onoare al acesteia, într-o strânsă colaborare cu Theodor Herzl. 
Alături de Louis Brandeis, Felix Frankfurter, judecători la Curtea Supremă a Statelor Unite, și de alții, Wise s-a străduit pentru înființarea unei organizații la nivel național a evreilor din Statele Unite.În 1918 la Independence Hall din Philadelphia s-a desfășurat, în consecință, primul congres evreiesc american. 
Rabinul Wise a fost un membru notabil al Partidului Democrat din Statele Unite, fiind apropriat de Franklin Delano Roosevelt. A depus eforturi pentru a obține suportul guvernului american pentru Declarația Balfour.
În anul 1922 el a întemeiat Jewish Institute of Religion, un seminar pentru rabinii liberali care, dupa 1950, a fuzionat cu Hebrew Union College.
Wise a activat și în cadrul  Congresului Mondial Evreiesc.
Stephen Wise a îndeplinit funcția de președinte al Congresului evreiesc american între anii 1922-1946.
În această calitate el a fost în anii Holocaustului din Europa, la 28 august 1942 destinatarul telegramei Riegner, prin care Gerhart Riegner i-a comunicat dezvăluirile ajunse în posesia sa în legătură cu exterminarea sistematică și în masă la care supun naziștii pe evreii din țările pe care le-au ocupat. Eforturile lui Wise pentru a convinge guvernul american și pe președintele F.D.Roosevelt să ia masuri pentru salvarea evreilor din Europa ocupată de Germania nazistă, nu au dat roade.
Stephen Wise a murit in anul 1949 la Washington D.C.
El a fost înhumat in cimitirul Westchester Hills, nu departe de sinagoga care îi poarta numele.

## In memoriam
- Străzi în Tel Aviv și alte orașe din Israel îi poartă numele
- Satul Kfar Shmuel de lângă Ramla, în Israel, a fost numit în cinstea sa